# Даніель Можон
Даніель Можон (нім. Daniel Mojon, народився 29 липня 1963 року, Берн, Швейцарія) — швейцарський лікар-офтальмолог та очний хірург, найбільш відомий лікуванням косоокості, глаукоми і катаракти, корекцією пресбіопії (старечої далекозорості), встановленням додаткових Artisan / Artiflex лінз, хірургією вік.
Він вважається засновником малоінвазивної хірургії косоокості (MISS — minimally invasive strabismus surgery) щодо виправлення страбізму, яка характеризується застосуванням міліметрових розрізів на очних м'язах, що дозволяє мінімізувати травматичний вплив і сприяє швидшому загоєнню ран і реабілітації ока.
Даніель Можон — професор, доктор медичних наук, дипломований член: Федерації Швейцарських лікарів по офтальмології та офтальмохірургії (FMH); член Європейської ради з офтальмології (FEBO); виконавчий майстер в області адміністрування систем охорони здоров'я (EMHSA); Співзасновник і Президент Програмної комісії Швейцарської академії офтальмології (SAoO).

## Біографія та освіта
Даніель Можон, син швейцарського мистецтвознавця Люка Можона. Він отримав диплом лікаря в 1988 році на медичному факультеті Університету Берна, а потім продовжив навчання в США в Пресвітеріанському медичному центрі Колумбійського університету в Нью-Йорку. На закінчення він успішно пройшов атестацію в Асоціації Швейцарських лікарів, як лікар-фахівець з офтальмології та офтальмохірургії (Ophthalmologie und Ophtalmochirurgie FMH).
Можон займав керівні посади в Університетській очній клініці Берна [Архівовано 27 серпня 2019 у Wayback Machine.] і в клініці офтальмології при кантональній лікарні Санкт-Галлена [Архівовано 27 серпня 2019 у Wayback Machine.].
Він працював чотири роки старшим лікарем в школі по зору для пацієнтів з косоокістю і порушенням рухових функцій м'язів ока, а також вів амбулаторний прийом хворих глаукомою в Університетській очній клініці «Інзельшпіталь» міста Берна [Архівовано 27 серпня 2019 у Wayback Machine.].
Потім очолив відділення страбології та нейроофтальмології, а також завідував лабораторією експериментальної окулографії в клініці офтальмології кантональній лікарні міста Санкт-Галлена.
У 2000 році Можон захистив докторську дисертацію в галузі офтальмології в Бернському університеті і став доктором наук. З тих пір він викладає в Бернському університеті, а з 2007 року є його почесним професором. У 2003 році він став членом Європейської ради офтальмологів (Fellowofthe European Boardof Ophthalmology FEBO).
З 2012 року Даніель Можон почав свою приватну медичну роботу. На додаток до прийомних і операційних днів в містах Санкт-Галлені та Хайдені він відкрив очну клініку при Медичному центрі Цюріхського аеропорту [Архівовано 9 січня 2019 у Wayback Machine.]. У цю клініку прилітають обстежитися і лікуватися пацієнти з різних країн.
Можон має величезний досвід операційної роботи в швейцарських містах: Хайдені, Гольдаху, Санкт-Галлені, Вінтертурі та Цюріху. До 2015 року був лікарем-консультантом в очній клініці при лікарні в м. Лінці Університету імені Иоганна Кеплера [Архівовано 13 листопада 2020 у Wayback Machine.].
У 2016 році в Люцерні професор Можон разом з шістьма іншими офтальмологами (в тому числі з доктором Дитмаром Туммом, доктором Альбертом Франческетті, приват-доцентом Карлом Хербортом) поклав початок Швейцарської академії офтальмології (SAoO) і зайняв посаду Голови Програмної Комісії.
Основним напрямком роботи академії є активне сприяння науковим дослідженням в галузі офтальмології та щорічне підвищення кваліфікації для офтальмологів з багатьох європейських країн. Перше засідання SAoO пройшло в березні 2017 року м. Люцерні.
Даніель Можон вільно розмовляє німецькою, французькою, італійською, англійською, іспанською мовами і має базові знання російської мови.
Можон одружений з економістом з охорони здоров'я Стефанією Можон-Ацці.

## Наукова робота
Одне з наукових напрямків професора — психосоціальні аспекти страбології (страбізмології). Д. Можон опублікував кілька робіт, що відображають ступінь суспільної дискримінації та неприйняття, з якими в повсякденному житті стикаються люди з страбізмом (косоокістю).
Спеціалізуючись по лікуванню страбізму з 90-х років, Даніель Можон розробив мінімально інвазивну форму хірургії косоокості, відому під абревіатурою MISS, в якій кон'юнктива відкривається тільки за допомогою міліметрових розрізів, на відміну загальноприйнятого методу виправлення косоокості з розрізами більше 1-го сантиметра.
Ще одним напрямком досліджень Можона є глаукома («зелена вода» або «зелена катаракта»). З дослідницькою групою він довів, зокрема, тісний зв'язок синдрому апное уві сні з цим поширеним захворюванням очей.
У вересні 2018 року професор Можон був першим швейцарським офтальмологом, який виступив з основною доповіддю (Keynote Lecture) в м. Бонні на DOG-конгресі [Архівовано 15 жовтня 2018 у Wayback Machine.] (DOG — Німецьке офтальмологічне суспільство). Темою доповіді була «Мінімально інвазивна хірургія ока».
За внесок в інновації офтальмохирургії, а особливо за винахід MISS (малоінвазивної хірургії косоокості) Даніель Можон також був удостоєний честі в квітні 2019 року в 30-й Щорічний День Джека Кроуфорда провести Почесну лекцію в Університеті міста Торонто.